# França e as armas de destruição em massa
França é conhecida por ter um arsenal de armas de destruição em massa. A França é um dos cinco "estados com armas nucleares" sob o Tratado de Não Proliferação Nuclear; mas não é conhecida por possuir ou desenvolver quaisquer armas químicas ou biológicas. A França foi o quarto país a testar uma arma nuclear desenvolvida de forma independente em 1960, sob o governo de Charles de Gaulle. Os militares franceses estão atualmente pensado em manter um estoque de armas de cerca de 300 ogivas nucleares operacionais, tornando-se o terceiro maior do mundo. As armas são parte da Força Nacional Force de frappe, desenvolvida no final dos anos 50 e 60 para dar à França a capacidade de distanciar-se da OTAN, tendo um meio de dissuasão nuclear sob controle soberano.
França não assinou o Tratado de Proibição Parcial de Testes, que lhe deu a opção de realizar novos testes nucleares, até que assinaram e ratificaram o Tratado de Proibição Completo em 1996 e 1998, respetivamente. França nega tendo atualmente armas químicas, ratificou a Convenção sobre as Armas Químicas, em 1995, e aderiu à Convenção sobre as Armas Biológicas e Tóxicas, em 1984. A França também havia ratificado o Protocolo de Genebra em 1926.

## História
A França foi um dos pioneiros nucleares, voltando para o trabalho de Marie Curie. Último assistente de Curie Bertrand Goldschmidt tornou-se o pai da bomba francesa. Depois da Segunda Guerra Mundial a França de sofreu muito por causa da instabilidade da Quarta República, e a falta de financiamento disponível. Durante a Segunda Guerra Mundial Goldschmidt inventou o método agora-padrão para a extração de plutônio, enquanto trabalhava como parte da equipe britânica/canadense participando do Projeto Manhattan. Mas, depois da Libertação, em 1945, a França teve que começar seu próprio programa quase do zero. No entanto, o primeiro reator francês foi crítico em 1948 e pequenas quantidades de plutônio foram extraídos em 1949. Não houve compromisso formal de um programa de armas nucleares naquele tempo, embora os planos foram feitos para construir reatores para a produção em larga escala de plutônio.
No entanto, na década de 50 foi iniciado um programa de pesquisa nuclear civil, um subproduto do que seria plutônio. Em 1956, uma comissão secreta para a Military Applications of Atomic Energy foi formado e um programa de desenvolvimento para veículos de entrega foi iniciado. A intervenção dos Estados Unidos na crise de Suez é creditado a convencer a França de que precisava para acelerar o seu próprio programa de armas nucleares a permanecer uma potência global. Em 1957, logo após Suez e a tensão diplomática resultante tanto com a União Soviética e os Estados Unidos, o presidente francês René Coty decidiu sobre a criação do C.S.E.M. no então Sahara francês, uma nova unidade de testes nucleares substituindo o C.I.E.E.S. Com o retorno de Charles de Gaulle à presidência da França em meio à crise de Maio de 1958, as decisões finais para a construção de uma bomba atômica foram tomadas, e um teste bem sucedido ocorreu em 1960. Desde então, a França desenvolveu e manteve a sua própria dissuasão nuclear, que se destina a defender a França, mesmo que os Estados Unidos recusaram-se a arriscar suas próprias cidades, ajudando a Europa Ocidental em uma guerra nuclear.
Em 1986, Francis Perrin, um alto comissário francês para a energia atômica de 1951 a 1970 declarou publicamente que em 1949 cientistas israelenses foram convidados para o centro de pesquisa nuclear Saclay, esta cooperação levando a um esforço conjunto incluindo a partilha de conhecimentos entre cientistas franceses e israelenses, especialmente aqueles com o conhecimento do Projeto Manhattan. Em 1956, como parte de sua aliança militar durante a Crise de Suez os franceses concordaram em construir secretamente o reator nuclear de Dimona, em Israel e logo depois concordaram em construir uma usina de reprocessamento para a extração de plutônio no local, a cooperação de refrigeração em 1960, coincidindo com um teste bem sucedido com os franceses, pedindo que Israel submeter-se as inspeções internacionais. De acordo com o tenente-coronel Warner D. Farr em um relatório para o Centro de Contra-proliferação da USAF enquanto a França foi anteriormente um líder em pesquisa nuclear "Israel e França estavam em um nível semelhante de especialização, após a guerra, e os cientistas israelenses poderiam fazer contribuições significativas para o esforço francês. O progresso da ciência e da tecnologia nuclear na França e Israel permaneceu intimamente ligada durante todo o início dos anos 50. Cientistas israelenses provavelmente ajudaram a construir o reator de produção de plutônio G-1 e a unidade de reprocessamento UP-1 de Marcoule." Em 1957 EURATOM foi criada, na cobertura do uso pacífico da energia nuclear firmados os negócios franceses com a Alemanha e a Itália para trabalhar em conjunto no desenvolvimento de armas nucleares. O chanceler da Alemanha Ocidental, Konrad Adenauer disse a seu gabinete que ele "queria alcançar a EURATOM, tão rapidamente quanto possível, a chance de produzir as nossas próprias armas nucleares". A ideia foi de curta duração. Em 1958 de Gaulle tornou-se presidente e a Alemanha e a Itália foram excluídas.
França desenvolveu suas bombas nucleares e termonucleares sem assistência externa. Os Estados Unidos, no entanto, começaram a fornecer assistência técnica no início da década de 70 até os anos 80. A ajuda era secreta, ao contrário da relação com o programa nuclear britânico. A administração Nixon, ao contrário dos presidentes anteriores, não se opuseram a posse de armas atômicas de seus aliados e acreditava que os soviéticos iriam encontrar vários adversários ocidentais com armas nucleares mais difíceis. Como a Lei de Energia Atômica de 1946 proibiu o compartilhamento de informações sobre design de armas nucleares, foi usado um método conhecido como "orientação negativo" ou "Vinte Perguntas"; Cientistas franceses descritos com os seus homólogos americanos a sua pesquisa, e foram informados se estavam corretos. As áreas em que os franceses receberam ajuda incluído MIRV, endurecimento de radiação, design de mísseis, a inteligência sobre as defesas anti-mísseis soviéticos, e informática avançada. Como o programa francês atraiu "os melhores cérebros" da nação, os americanos também se beneficiaram da pesquisa francesa. A relação também melhorou os laços militares dos dois países; apesar de sua partida de estrutura de comando da OTAN, em 1966, a França desenvolveu dois planos nucleares de segmentação separados, um "nacional" e outro para o Force de Frappe como um impedimento unicamente francês, e uma coordenação com a OTAN.
França é entendida como ter testado bombas de radiação ou de nêutrons no passado, aparentemente levando a campo com um teste inicial da tecnologia em 1967 e uma bomba de nêutrons "real", em 1980.

## Testes
Houve 210 testes nucleares franceses, de 1960 até 1996. 17 deles foram feitos no Saara argelino entre 1960 a 1966, começando no meio da Guerra da Argélia. 193 foram realizados na Polinésia Francesa.

### Centros de experimentos do Saara (1960-1966)
Depois de estudar Reunião, Nova Caledônia, e Ilha de Clipperton, General Charles Ailleret, chefe da Seção de Armas Especiais, propôs dois possíveis locais de testes nucleares para a França em um relatório de janeiro de 1957: Argélia francesa no deserto do Saara, e Polinésia Francesa. Embora ele recomendou contra a Polinésia por causa de sua distância da França e da falta de um grande aeroporto, Ailleret afirmou que a Argélia deve ser escolhida "provisoriamente", provavelmente devido em parte à Guerra da Argélia.
Uma série de testes nucleares atmosféricos forram realizados pelo Centre Saharien d'Expérimentations Militaires ("Centro de Experimentos Militares Subsaariana") a partir de fevereiro de 1960 até abril de 1961. O primeiro, chamado "Gerboise bleue" em 13 de fevereiro de 1960 na Argélia francesa. A explosão ocorreu a 40 km da base militar de Reggane, que é a última cidade na estrada Tanezrouft rumo ao sul pelo Saara para Mali, a 700 km ao sul de Béchar. O dispositivo teve um rendimento de 70 quilotons. Embora a Argélia se tornou independente, em 1962 a França continuou os testes nucleares até 1966, embora os testes posteriores eram subterrâneos, em vez de atmosférica. O general Pierre Marie Gallois foi nomeado le père de la bombe A ("Pai da bomba atômica").
Três outros testes atmosféricos foram realizados a partir de 1 de abril de 1960 a 25 de abril de 1961. Estes três testes atmosféricos foram realizados em uma base avançada em Hammoudia perto de Reggane. Trabalhadores e militares e a população nômade da região de Touareg estavam presentes nos locais de testes, sem qualquer proteção significativa. No máximo, um banho depois de cada teste de acordo com o L'Humanité. Gerboise Rouge (5kt), a terceira bomba atômica, tão poderosa quanto Hiroshima, explodiu em 27 de dezembro de 1960, provocando protestos do Japão, União Soviética, Egito, Marrocos, Nigéria e Gana.
Após a independência da Argélia em 5 de julho de 1962, seguindo os 19 acordos de Évian de março, os militares franceses se mudaram para In Eker, também no Saara argelino. Os acordos de Évian incluía um artigo secreto que afirma que "a Argélia admitem... a França o uso de certas bases aéreas, terrenos, locais e instalações militares que são necessários para a [França]" durante cinco anos.
Portanto o C.S.E.M. foi substituído pelo Centre d'Expérimentations Militaires des Oasis ("Centro de Experimentos Militares de Oasis") instalações de testes subterrâneos. Experimentos duraram de novembro de 1961 até fevereiro de 1966. Os 13 testes subterrâneos foram realizados em In Eker, a 150 km ao norte de Tamanrasset, a partir de 7 de novembro de 1961 a 16 de fevereiro de 1966. Até 1 de julho de 1967 todas as instalações franceses foram evacuadas.
Um acidente aconteceu em 1 de maio de 1962, durante o teste "Béryl", quatro vezes mais potente que Hiroshima e projetado como um teste veio de subterrâneo. Devido à vedação inadequada do buraco, rochas radioativas e poeira foram lançadas para a atmosfera. 9 soldados da unidade 621° Groupe d'Armes Spéciales foram severamente contaminados por radiação. Os soldados foram expostos a até 600 mSv. O Ministro das Forças Armadas, Pierre Messmer, e o ministro de Pesquisa, Gaston Palewski, estavam presentes. Tanto como como 100 pessoas, incluindo oficiais, soldados e trabalhadores argelinos foram expostos a baixos níveis de radiação, estimado em cerca de 50 mSv, quando a nuvem radioativa produzida pela explosão estava passando sobre o posto de comando, devido a uma mudança inesperada na direção do vento. Eles fugiram como poderiam, muitas vezes sem usar nenhuma proteção. Palewski morreu em 1984 de leucemia, ele sempre atribuiu ao incidente Béryl. Em 2006, Bruno Barillot, especialista de testes nucleares, medido no local 93 microsieverts por hora de raios gama, o equivalente a 1% da dose anual oficial admissível. O incidente foi documentado em 2006 no documentário dramático "Vive La Bombe!"

### Instalações do Saara
- C.I.E.E.S. (Centre Interarmées d'Essais d'Engins Spéciaux): Hammaguir, 120 km ao sudoeste de Colomb-Béchar, Argélia:

usado para o lançamento de foguetes de 1947 a 1967.
- C.S.E.M. (Centre Saharien d'Expérimentations Militaires): Reggane, a oeste de In Salah, Tanezrouft, Argélia:

usado para testes atmosféricos de 1960 a 1961.
- C.E.M.O. (Centre d'Expérimentations Militaires des Oasis): In Eker, em Hoggar, 150 km de Tamanrasset, Tan Afella, Argélia:

usado para testes subterrâneos de 1961 a 1967.

### Centro de experimentos do Pacífico (1966-1996)
Apesar da escolha inicial da Argélia para testes nucleares, o governo francês decidiu construir o Aeroporto Internacional de Faa'a no Taiti, gastando muito mais dinheiro e recursos do que seria justificado pela explicação oficial de turismo. Em 1958, dois anos antes do primeiro teste do Saara, a França começou de novo a sua busca por novos locais de teste, devido a potenciais problemas políticos com a Argélia e a possibilidade de uma proibição de testes acima do solo. Foram estudadas várias ilhas ultramarinas da França, bem como a realização de testes subterrâneos nos Alpes, Pirenéus, ou Córsega, no entanto, os engenheiros encontraram problemas com a maioria dos possíveis locais na França Metropolitana.
Em 1962 a França esperava em suas negociações com o movimento de independência da Argélia manter o Saara como um local de testes até 1968, mas decidiu que precisava para ser capaz de realizar também testes acima do solo de bombas de hidrogênio, o que não poderia ser feito na Argélia. O Atol de Moruroa e Fangataufa na Polinésia Francesa foram escolhidas naquele ano. Presidente Charles de Gaulle anunciou a escolha no dia 3 de janeiro de 1963, descrevendo-o como um benefício para a economia frágil da Polinésia. O povo e os líderes da Polinésia apoiaram amplamente a escolha, embora os testes se tornaram controversos depois que começaram, especialmente entre os separatistas da Polinésia.
Um total de 193 testes nucleares foram realizados na Polinésia de 1966 a 1996. Em 24 de agosto de 1968 a França detonou sua primeira arma termonuclear codinome Canopus sobre Fangataufa. O dispositivo de fissão inflamou o deutereto lítio-6 secundário dentro de uma revestimento de urânio altamente enriquecido para criar uma explosão de 2.6 megaton.

### Programa de simulação (1996-2012)
Mais recentemente, a França tem usado supercomputadores para simular e estudar explosões nucleares.

## Doutrina estratégia e nuclear atual

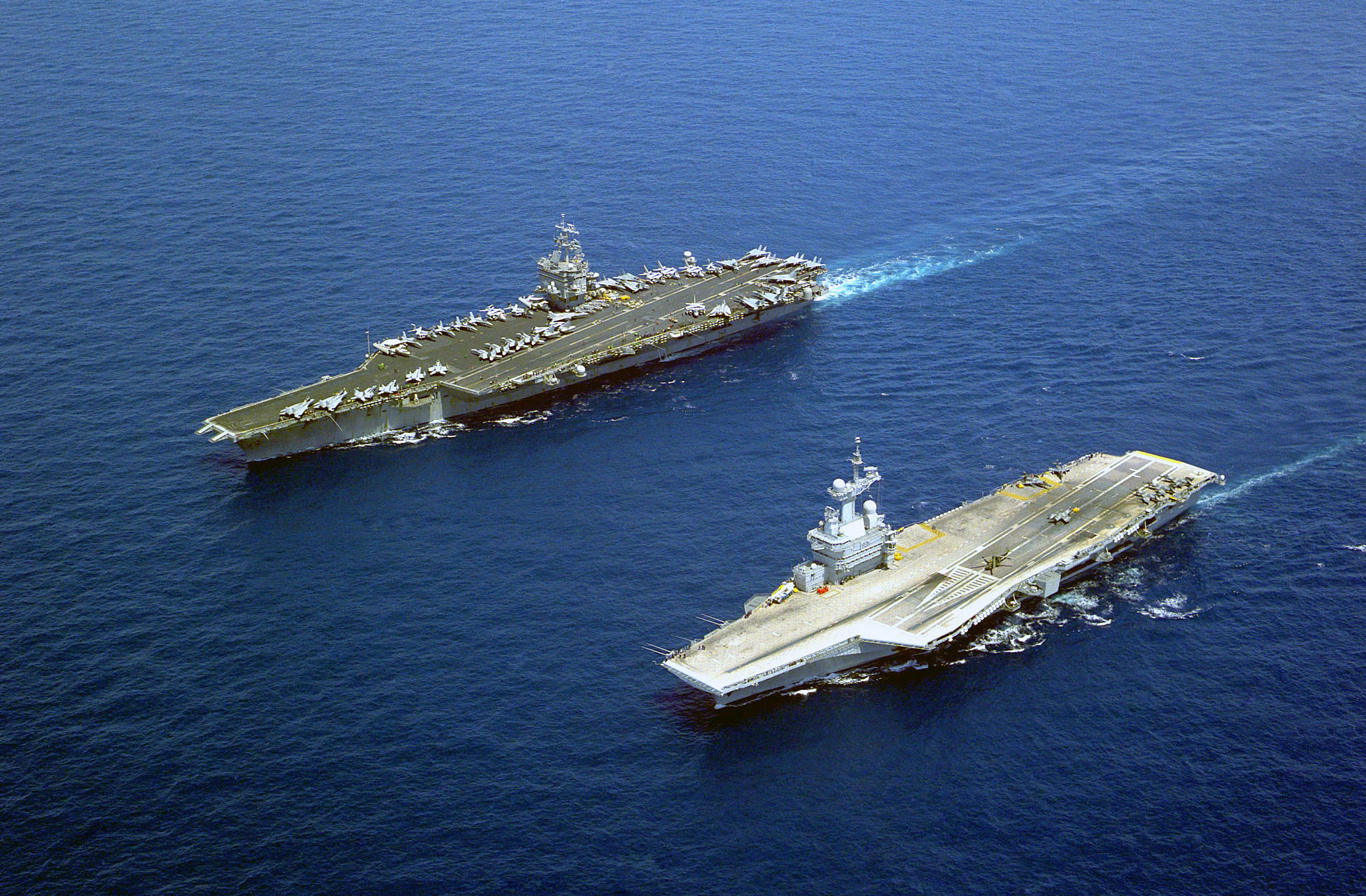
O porta-aviões francês de propulsão nuclear Charles de Gaulle e o porta-aviões de propulsão nuclear americano USS Enterprise (esquerda), cada um dos quais transporta aviões de combate com capacidade nuclear.

Em 2006, o presidente francês, Jacques Chirac, notou que a França estaria disposta a usar armas nucleares contra um estado se atacassem a França através de meios terroristas. Ele observou que as forças nucleares francesas haviam sido configuradas para esta opção.
Em 21 de março de 2008, o presidente Nicolas Sarkozy anunciou que a França vai reduzir seus aviões de entrega nuclear (que atualmente consiste de 60 ogivas TN 81) para um terço (ou seja, 20 ogivas), trazendo, assim, o arsenal nuclear francês a pouco menos de 300 ogivas.

## Protestos anti-testes nucleares
- Em 1968 apenas a França e a China estavam detonando armas nucleares a céu aberto e a contaminação causada pela explosão da bomba H levou a um movimento de protesto global contra estes testes atmosféricos franceses.[5]
- Desde o início dos anos 60 grupos pacifistas da Nova Zelândia da CND e a Peace Media haviam organizando campanhas anti nucleares em todo o país em protesto contra testes atmosféricos na Polinésia Francesa. Estes incluem duas grandes petições nacionais apresentadas ao governo da Nova Zelândia, que levaram a uma ação conjunta governo da Nova Zelândia e da Austrália para levar a França ao Tribunal Internacional de Justiça em 1972.[31]
- Em 1972, o Greenpeace e um amálgama de grupos pacifistas da Nova Zelândia conseguiram adiar testes nucleares por várias semanas ao invadir com um navio na zona de teste. Durante este tempo, o capitão, David McTaggart, foi espancado e gravemente ferido por membros do exército francês.
- Em 1973, a Nova Zelândia e a Peace Media organizaram uma pequena frota internacional de iates para um protesto, incluindo os iates Fri, Spirit of Peace, Boy Roel, Magic Island e o Tanmure para navegar na zona de exclusão do teste.[32]
- Em 1973, o primeiro-ministro da Nova Zelândia Norman Kirk como um ato simbólico de protesto enviou duas fragatas da marinha, HMNZS Canterbury e HMNZS Otago, para Atol Moruroa.[33] Eles foram acompanhados pelo HMAS Supply, um navio petroleiro frota da Marinha Real Australiana.[34]
- Em 1985, o navio do Greenpeace Rainbow Warrior foi bombardeado e afundado pelo DGSE francês em Auckland, Nova Zelândia, que se preparava para mais um protesto contra os testes nucleares em zonas militares franceses. Um membro da tripulação, Fernando Pereira fotógrafo de Portugal, se afogou no navio afundando durante a tentativa de recuperar o seu equipamento fotográfico. Dois membros do DGSE foram capturados e condenados, mas eventualmente repatriados para a França em um caso controverso.
- A decisão do presidente francês, Jacques Chirac, para executar uma série de testes nucleares em Atol Moruroa, em 1995, apenas um ano antes do Tratado de Proibição Completa de Testes ser assinado, provocou protestos em todo o mundo, incluindo um embargo de vinhos franceses. Estes testes foram feitos para fornecer à nação dados suficientes para melhorar ainda mais a tecnologia nuclear sem a necessidade de séries adicionais de testes.[35]
- Os militares franceses realizaram quase 200 testes nucleares nos atóis de Mururoa e Fangataufa ao longo de um período de 30 anos, que terminaram 1996, 46 deles atmosféricos, dos quais 5 eram sem rendimento nuclear significativo. Em agosto de 2006, um relatório oficial do governo francês de INSERM confirmou a ligação entre o aumento dos casos de câncer de tireôide a testes nucleares atmosféricos da França no território desde 1966.[36]

## Associações e simpósio de veteranos
Uma associação reunindo veteranos dos testes nucleares (AVEN, "Association des vétérans des essais nucléaires") foi criado em 2001. Junto com a ONG polinésia Moruroa e tatou, a AVEN anunciou em 27 de novembro de 2002, que iria depor uma queixa contra X (desconhecido) por homicídio involuntário e colocando a vida de alguém em perigo. Em 7 de junho de 2003, pela primeira vez, o tribunal militar de Tours concedeu uma pensão por invalidez de um veterano dos testes do Saara. De acordo com uma pesquisa feita pela AVEN com os seus membros, apenas 12% declararam estar em boa saúde. Um simpósio internacional sobre as consequências dos testes realizados na Argélia que ocorreram em 13 e 14 de fevereiro de 2007, sob a supervisão oficial do presidente Abdelaziz Bouteflika.
150.000 civis, sem levar em conta a população local, são estimados que estão nos locais de testes nucleares, na Argélia ou na Polinésia Francesa. Um veterano francês da década de 60 durante os testes nucleares na Argélia descreveu sem receber nenhuma vestimenta de proteção ou máscaras, ao ser ordenado a testemunhar os testes de tão perto que o flash da explosão penetrava o braço que ele usou para cobrir os olhos. Um dos vários grupos de veteranos afirmam que sofrem efeitos nocivos, AVEN tinha 4.500 membros no início de 2009.

## Indenizações às vítimas dos testes
Tanto na Argélia e na Polinésia Francesa, houve demandas de longa data de indemnizações daqueles que afirmam lesões do programa de testes nucleares da França. O governo da França tinha consistentemente negado, desde o final da década de 60, que as lesões aos militares e civis tinham sido causados por seus testes nucleares. Vários veteranos franceses e grupos de campanha africanos e polinésios travaram processos judiciais e lutas de relações públicas exigindo indenizações do governo. Em maio de 2009, um grupo de 12 veteranos franceses, no grupo campanha "Verdade e Justiça", que alegam ter sofrido os efeitos na saúde a partir dos testes nucleares na década de 60 tiveram seus pedidos negados pela Comissão governo para a Indemnização das Vítimas de Infração Penal (CIVI) e, novamente, por um tribunal de apelações de Paris, citando as leis que estabelecem um estatuto de limitações por danos a 1976. Após essa rejeição, o governo anunciou que iria criar um fundo de indemnização para as vítimas 10m Euro, militares e civis do seu programa de testes; tanto as realizadas na década de 60 e os testes polinésios de 1990-1996. O Ministro da Defesa Hervé Morin disse que o governo iria criar um conselho de médicos, supervisionada por um juiz magistrado francês, para determinar se os casos individuais foram causados por testes da França, e se as pessoas estavam sofrendo de doenças em um Comité Científico sobre os Efeitos da Radiação Atômica das Nações Unidas na lista de 18 distúrbios ligados à exposição aos testes. Os grupos de pressão, incluindo o grupo de veteranos "Verdade e Justiça", criticaram o programa como muito restritivo em doenças cobertas e muito burocrático. Grupos polinésios disseram que o projeto também irá restringir excessivamente os candidatos com aqueles que havia sido em pequenas áreas perto das zonas de teste, não tendo em conta a poluição penetrante e radiação. Grupos argelinos também se queixaram de que essas restrições negariam indenizações para muitas vítimas. Um grupo argelino estimou que havia 27.000 vítimas ainda vivas dos efeitos nocivos dos testes de 1960-1966, enquanto o governo francês havia dado uma estimativa de apenas 500.

## Armas de destruição em massa não nucleares
França afirma que atualmente não tem armas químicas. O país ratificou a Convenção sobre as Armas Químicas (CWC), em 1995, e aderiu à Convenção sobre as Armas Biológicas e Tóxicas (BWC), em 1984. A França também tinham ratificado o Protocolo de Genebra em 1926.
Durante a Primeira Guerra Mundial em agosto de 1914 a França foi realmente foi o primeiro a usar armas químicas, embora este foi apenas um ataque de gás lacrimogêneo não letal. Uma vez que a guerra tinha abrandado a guerra de trincheiras e novos métodos para alcançar uma vantagem foram procurados pelo exército alemão iniciou um ataque com gás cloro contra o Exército francês em Ypres em 15 de abril de 1915 a abertura de um novo tipo de guerra, mas não naquele dia para explorar a quebra a linha francesa. Com o tempo Fosgênio substituiu o cloro em uso pelos exércitos na frente ocidental, incluindo a França levando a enormes baixas em ambos os lados do conflito, embora mais tarde os efeitos foram atenuados pelo desenvolvimento de roupas de proteção e máscaras. Com a eclosão da Segunda Guerra Mundial, a França tinha um estoque de gás mostarda e fosgênio, mas não usou contra as forças invasoras do Eixo. Os testes de armas químicas ocorreram em um local chamado B2-Namous na Argélia, embora outros locais provavelmente também existiram.